# Isahaya
Isahaya (jap. 諫早市, -shi) ist eine Großstadt in der Präfektur Nagasaki auf der Insel Kyūshū in Japan.

## Geographie
Isahaya liegt nördlich von Nagasaki und westlich von Fukuoka.
Die Gemeinde ist von drei Seiten von Wasser umgeben. Im Osten befindet sich die Ariake-See, im Süden die Tachibana-Bucht und im Westen die Ōmura-Bucht. Letztere beide sind durch die Shimabara-Halbinsel im Südosten Isahayas voneinander getrennt.

## Geschichte
Die Stadt wurde am 1. September 1940 als Zusammenschluss der Stadt Isahaya mit den sechs Dörfern Oguri (小栗村 Oguri-mura), Ono (小野村 Ono-mura), Uki (有喜村 Uki-mura), Matsuyama (真津山村 Matsuyama-mura), Motono (本野村 Motono-mura) und Nagata (長田村 Nagata-mura) zur shi ernannt. Am 1. März 2005 kamen die Gebiete der Städte Iimori (飯盛町 Iimori-chō), Moriyama (森山町 Moriyama-chō), Takaki (高来町 Takaki-chō), Konagai (小長井町 Konagai-chō) und Tarami (多良見町 Tarami-chō) hinzu.
Am 25. Juli 1957 kam es zu einer Rekordflut, bei der 630 Menschen starben. Dies führte zur Umsetzung der Brücke Meganebashi in den Isahaya-Park und der Opfer wird alljährlich mit einem buddhistischen Laternfest gedacht.

## Verkehr
- Straßen:
  - Nagasaki-Autobahn
  - Nationalstraßen 34, 57, 207, 251
- Zug:
  - JR Nagasaki-Hauptlinie: nach Nagasaki oder Tosu
  - JR Ōmura-Linie: nach  Ōmura
  - Shimabara-Railway-Linie

## Weblinks

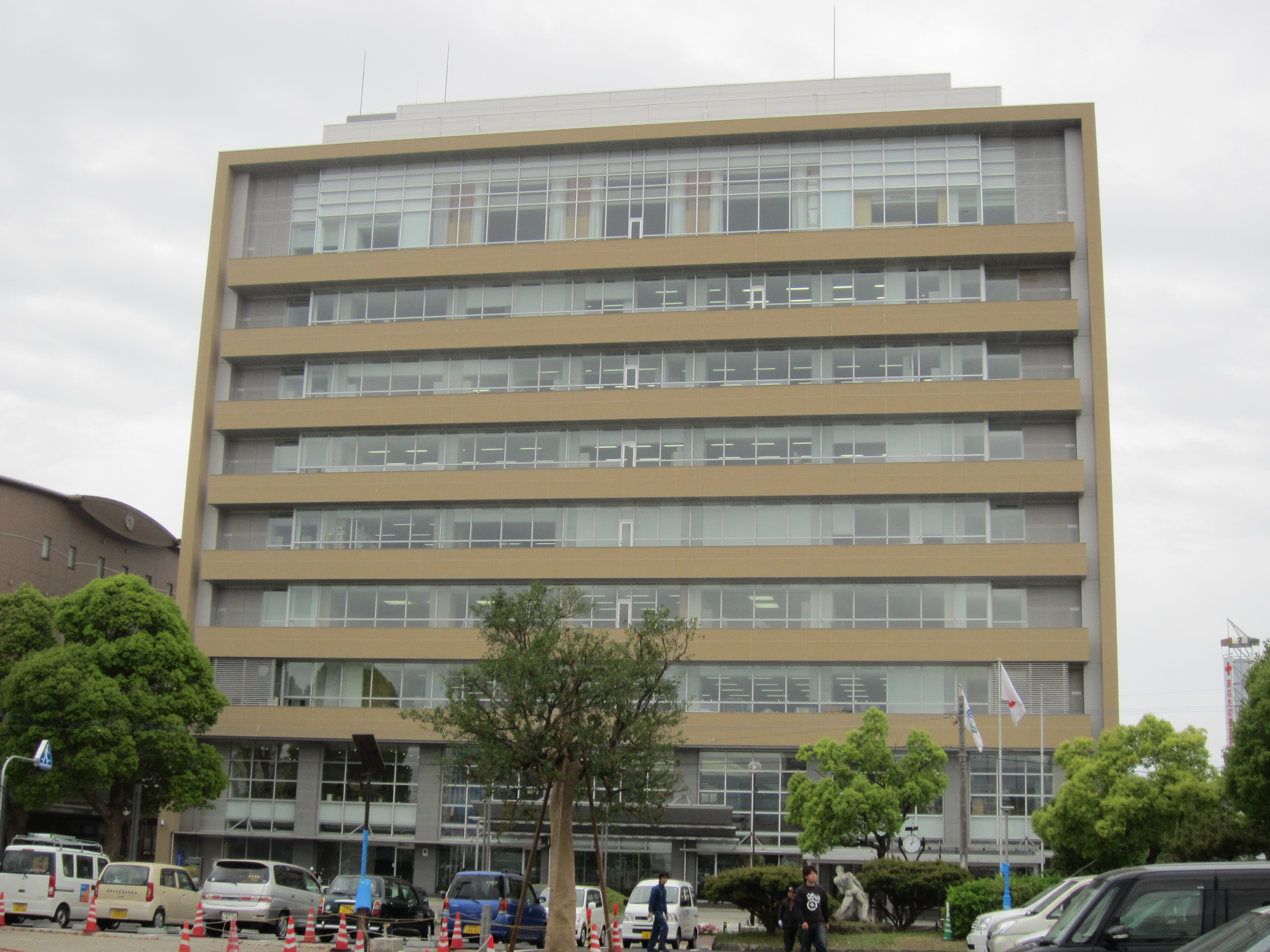
Rathaus von Isahaya

## Söhne und Töchter der Stadt
- Arata Fujiwara (* 1981), Marathonläufer
- Kōji Yakusho (* 1956), Schauspieler

## Städtepartnerschaften
- Zhangzhou, VR China

## Angrenzende Städte und Gemeinden
- Präfektur Nagasaki
  - Nagasaki
  - Ōmura
  - Unzen
  - Nagayo
- Präfektur Saga
  - Tara